# Народни херој Југославије
Народни херој Југославије (или само Народни херој) (словен. Nаrodni herоj Jugoslavije, мкд. Народен херој на Југославија) је било почасно звање у Социјалистичкој федеративној Републици Југославији које се додељивало свим носиоцима Ордена народног хероја. Поред овог звања, у СФРЈ је постојало и звање јунака социјалистичког рада, које се додељивало носиоцима Ордена јунака социјалистичког рада.

## Историјат
Звање Народног хероја Југославије успоставио је Врховни штаб Народноослободилачке партизанске и добровољачке војске Југославије, крајем 1941. године, по угледу на звање Хероја Совјетског Савеза (рус. Герой Советского Союза), које се од 1934. године додељивао у Совјетском Савезу. У „Билтену Врховног штаба НОП и ДВЈ“ број 12-13 (за децембар 1941. и јануар 1942) објављено је успостављање звања Народног хероја - „као највеће признање за борце, командире, команданте и политичке комесаре, који се својим јунаштвом и пожртвованошћу у Народноослободилачкој борби против окупатора и домаћих издајника нарочито истакну“. 
Прва особа која је проглашена за народног хероја, био је Петар Лековић, каменорезачки радник из Ужичке Пожеге и борац Друге пролетерске ударне бригаде, проглашен још за живота, фебруара 1942. године. Поред Лековића звање народног хероја, до 15. августа 1943. године, када је указом Врховног штаба НОВ и ПОЈ уведен Орден народног хероја, стекло је још двадесет троје бораца и руководилаца Народноослободилачке војске Југославије: Саво Беловић, Здравко Челар, Анте Јонић, Раде Кончар, Шпиро Мугоша, Ђуро Петровић, Данило Солдатић, др Младен Стојановић, Симо Шолаја, Милоје Милојевић, Слободан Принцип Сељо, Милан Симовић, Михаило Ђурић, Данило Ђокић, Микан Марјановић, Живко Бронзић, Зарија Вујошевић, Алекса Дејовић, Перо Ћетковић, Сава Ковачевић, Никола Мараковић Нина и Драго Штајнбергер Адолф. Истим указом Врховног штаба НОВ и ПОЈ одлучено је да се свим особама које су стекле назив народног хероја додели Орден народног хероја. 
Највећи број народних хероја је проглашен постхумно, па је тако у тренутку доношења указа о увођењу Ордена народног хероја било живо само двоје народних хероја - Милоје Милојевић и Бошко Каралић. До краја Народноослободилачког рата проглашено је укупно 163 народних хероја, од којих су њих 13 били официри и војници совјетске Црвене армије. Године 1945. било је живо свега 32 народних хероја (20 Југословена и 13 Руса): Петар Боројевић, Јосип Броз Тито, Антон Видмар Лука, Стојан Грујичић Јаруга, Пеко Дапчевић, Милан Жежељ, Алберт Јакопич, Данило Јауковић, Бошко Каралић, Ђуран Ковачевић, Димитрије Лазаров Раша, Лазар Лопичић, Милоје Милојевић, Саво Станојевић, Душан Пекић, Јово Радовановић Јоваш, Александар Ранковић, Стане Семич Даки, Иван Хариш и Лазар Штековић; као и држављани Совјетског Савеза: Иван Булкин, Андреј Витрук, Павел Дмитријенко, Владимир Жданов, Павел Јакимов, Борис Калинкин, Семјон Козак, Иван Константинов, Александар Манагадзе, Григориј Охрименко, Фјодор Толбухин, Васиљ Улиско и Александар Шорников. 
Одлуке о проглашењу народних хероја доносио је најпре Врховни штаб НОВ и ПОЈ, а од Другог заседања АВНОЈ-а, 29. новембра 1943. године, Председништво АВНОЈ-а. Образовањем Народне скупштине ФНРЈ, 1945. године, одлуке је доносио Президијум народне скупштине, а од 1953. године председник ФНРЈ. Од 1980. године одлуке је доносило Председништво СФРЈ.
Укупно је проглашено 1.322 народних хероја од чега 91 жена. Највећи број народних хероја је одликован постхумно и то у периоду од 1951. до 1955. године, поводом десетогодишњице Народноослободилачког рата. Поред бораца и руководилаца НОВЈ, Орденом је одликовано 22 страних држављана, 32 јединице и установе НОВЈ, 8 градова у Југославији и 4 друштвено-политичке организације. Једини вишеструки носилац Ордена био је Јосип Броз Тито, који је одликован три пута: 19. новембра 1944, 15. маја 1972. и 16. маја 1977. године. Одлуком из 1946. године, Ордени погинулих и преминулих народних хероја чувају се у Војном музеју у Београду.

## Занимљивости
Међу народним херојима налази се једанаест брачних парова:
1. Раде и Драгица Кончар,
2. Александар и Анђа Ранковић
3. Антон и Вида Томшич
4. Раде Булат и Милка Куфрин
5. Владимир Долничар и Зорка Реганцин
6. Филип Кљајић и Ђука Динић
7. Лојзе Кебе и Мира Светина
8. Јован Милосављевић и Радмила Трифуновић
9. Митар Минић и Равијојла Јанковић Рава
10. Љубиша Миодраговић и Ђина Врбица
11. Саво Дрљевић и Мара Нацева

Међу народним херојим налазе се и браћа и сестре:
1. Јосип, Ивица и Драго Мажар
2. Василије, Војо и Мирко Ковачевић
3. Трајко и Драги Стаменковић
4. Стеван и Станко Опсеница
5. Илија и Томица Поповић
6. Албин и Фрањо Херљевић
7. Мирче и Вера Ацева
8. Благота и Вукосава Мићуновић
9. Иса Јовановић и Анђа Ранковић
10. Милован и Алекса Ђилас
11. Марко и Славко Мркоци

Међу народним херојима били су отац и син — Драгојло и Милош Дудић, као и стриц и синовац — Сава и Митар Ковачевић.
Поред директних сродничких и брачних веза, међу народним херојима је било и других даљих сродничких или брачних веза:
- Стево Опачић био је ожењен Анком Опачић-Булат, рођеном сестром Радета Булата
- Јаков Блажевић био је ожењен Вером Геровац-Блажевић, рођеном сестром Љубице Геровац
- Милица Сарић-Вукмановић била је супруга Ђура Стругара, а после његове погибије удала се за Светозара Вукмановића
- Рођени брат и супруга Драгослава Марковића — Мома Марковић и Божидарка Дамњановић-Марковић Кика били су народни хероји
- Рођени брат и супруг Пепце Кардељ — Иван Мачек и Едвард Кардељ били су народни хероји
- супруга Браце Петрова била је Олга Радишић-Петров, народни херој, док је његова сестра Јелисавета била удата за Жарка Зрењанина, такође народног хероја
- Последњи живи народни херој био је Петар Матић Дуле, рођен 6. јула 1920. у Иригу (преминуо 2024. године).

## Галерија
- Петар Лековић, први народни херој
- Јосип Броз Тито, Врховни командант НОВ и ПОЈ и троструки народни херој
- Стјепан Стева Филиповић
- Иван Милутиновић
- Фрањо Клуз
- Руди Чајавец
- Силвира Томазина
- Бошко Буха, народни херој